# Dragana Mirković

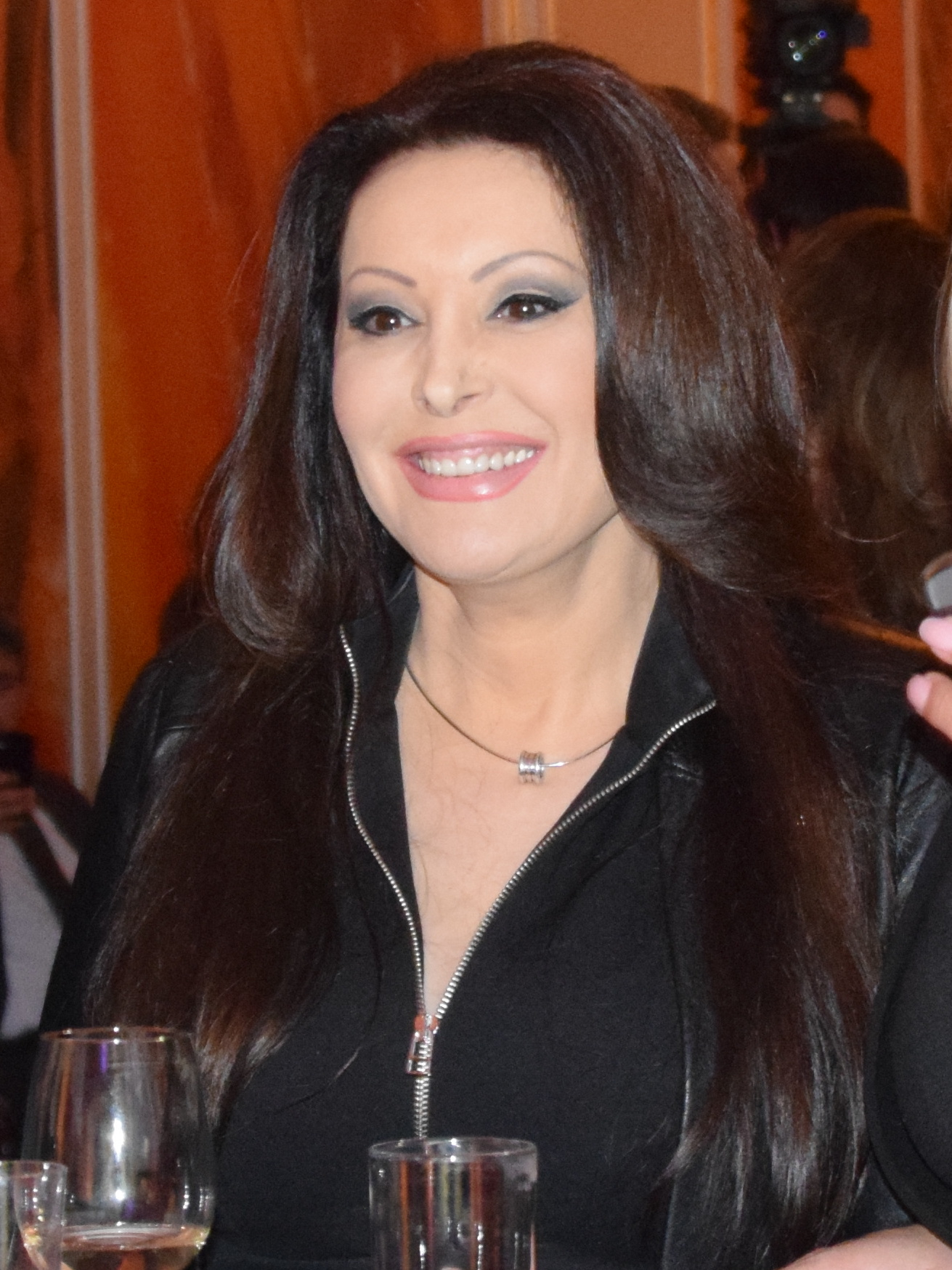
Dragana Mirković (2015)

Dragana Mirković (serbisch-kyrillisch Драгана Мирковић; * 18. Januar 1968 in Kasidol nahe Požarevac, SFR Jugoslawien) ist eine serbische Folk- und Popmusiksängerin.

## Leben
Mirković war ab 1999 bis 2024 mit dem österreichischen Geschäftsmann mit bosnisch-kroatischen Wurzeln Toni Bijelić verheiratet. Aus der Ehe haben sie einen Sohn (Marko, * 2001) und eine Tochter (Manuela, * 2002). Seit 2006 war sie gemeinsam mit ihrem Ehemann die Inhaberin des TV-Senders DM SAT. Das Paar war ab 2010 auch Eigentümer von Schloss Ebenfurth in Niederösterreich.
Mirković engagiert sich für humanitäre Zwecke. Sie lebt in Enzesfeld.

## Karriere
Ihre Musikkarriere begann Mirković 1984 mit ihrem ersten Album Imam dečka nemirnog (Ich habe einen unruhigen Freund). Erste Erfolge konnte sie bereits in den 1980er Jahren mit dem Orchester Južni Vetar vorweisen. Ihre größten Erfolge feierte sie in den 1990er Jahren. Von 1984 bis 2000 veröffentlichte sie jährlich (außer 1998) ein Album. Ihr nächstes Album erschien erst nach längerer Pause im Jahr 2004 (Trag u vremenu). In der Folge erschienen die Alben Luče moje (2006), Eksplozija (2008) und Dragana 20 (2013).
Für ein neu angekündigtes Album wurden als Startsingles Ende Juni 2016 Zašto me tražiš und Lepi Moj  veröffentlicht. Das Album Od milion jedan erschien Anfang 2017.

## Auszeichnungen
Am 16. Februar 2006 erhielt sie vom bulgarischen Musiksender Balkanika Music TV die Auszeichnung Beste und erfolgreichste Sängerin des Balkans.

## Diskografie

### Alben
| - 1984: Imam dečka nemirnog - 1985: Umiljato oko moje - 1986: Spasi me samoće (mit Južni Vetar) - 1987: Ruže cvetaju samo u pesmama (mit Južni Vetar) - 1988: Najlepši par (mit Južni Vetar) - 1989: Simpatija (mit Južni Vetar) - 1990: Pomisli želju (mit Južni Vetar) - 1991: Dobra devojka - 1992: Dolaze nam bolji dani - 1993: Do poslednjeg daha - 1994: Nije tebi do mene | - 1995: Plači zemljo - 1996: Nema promene - 1997: Kojom gorom - 1999: U godini - 2000: Sama - 2004: Trag u vremenu - 2006: Luče moje - 2008: Eksplozija - 2012: 20 - 2017: Od milion jedan |

### Soundtracks
- 1994: Slatko od Snova

### Singles
| - 1987: Milo Moje, Što Te Nema (mit Južni Vetar) - 1989: Sto Ću Čuda Učiniti (mit Južni Vetar) - 1990: E, moj doktore (feat. Zana) - 1992: Umirem Majko - 1992: Pitaju Me U Mom Kraju - 1993: Biću Njegova - 1993: Imam jedan život - 1993: Usne vrele kao žar (feat. Nino) - 1995: Divlja Devojka (feat. Nino) - 1995: Sele moja (feat. Zorica Brunclik) - 1995: Plači zemljo - 1996: Oči pune tuge (feat. Željko Šašić) - 1996: Samo jedan sat (feat. Beat Street) - 1997: Poslednje Veče - 2000: Sama - 2001: Srcu nije lako (feat. Divlji Kesten) | - 2002: Ja imam te a k'o da nemam te (feat. Hari Mata Hari) - 2004: Tamo Gde Je Milo Moje - 2006: Luče moje - 2007: Jači nego ikad (feat. Mile Kitić, Šemsa Suljaković, Sinan Sakić & Kemal Malovčić) - 2007: Život moj (feat. Danijel Đokić) - 2008: Eksplozija - 2009: Gromovi (feat. Boban Rajović) - 2012: Ti misliš da je meni lako (feat. Plavi orkestar) - 2013: Kad nas vide zagrljene (feat. Hanka Paldum) - 2014: Don't go away (feat. José Feliciano) - 2016: Lepi moj - 2016: Zašto me tražiš - 2017: Trovanje (feat. Danijel Đokic) - 2018: Proklet Rodjen (feat. Vuk Mob) - 2021: Sad i zauvek (feat. Aca Lukas) - 2024: Kad Srce Stane (feat. Ivan Zak) |

## Filmografie
- 1994: Slatko od snova